# Remora albescens
Remora albescens е вид лъчеперка от семейство Echeneidae.

## Разпространение
Видът е разпространен в Австралия, Асенсион и Тристан да Куня, Бразилия, Гватемала, Еквадор (Галапагоски острови), Индия, Индонезия, Кайманови острови, Китай, Колумбия, Коста Рика, Куба, Мавриций, Малдиви, Мексико, Никарагуа, Нова Зеландия, Остров Света Елена, Панама, Перу, Португалия (Мадейра), Провинции в КНР, Реюнион, Салвадор, САЩ (Калифорния, Флорида и Хавайски острови), Северна Корея, Сейшели, Тайван, Филипини, Френска Гвиана, Хондурас, Чили, Южна Африка, Южна Корея и Япония (Бонински острови).